# 中亚及哈萨克斯坦穆斯林信仰管理局

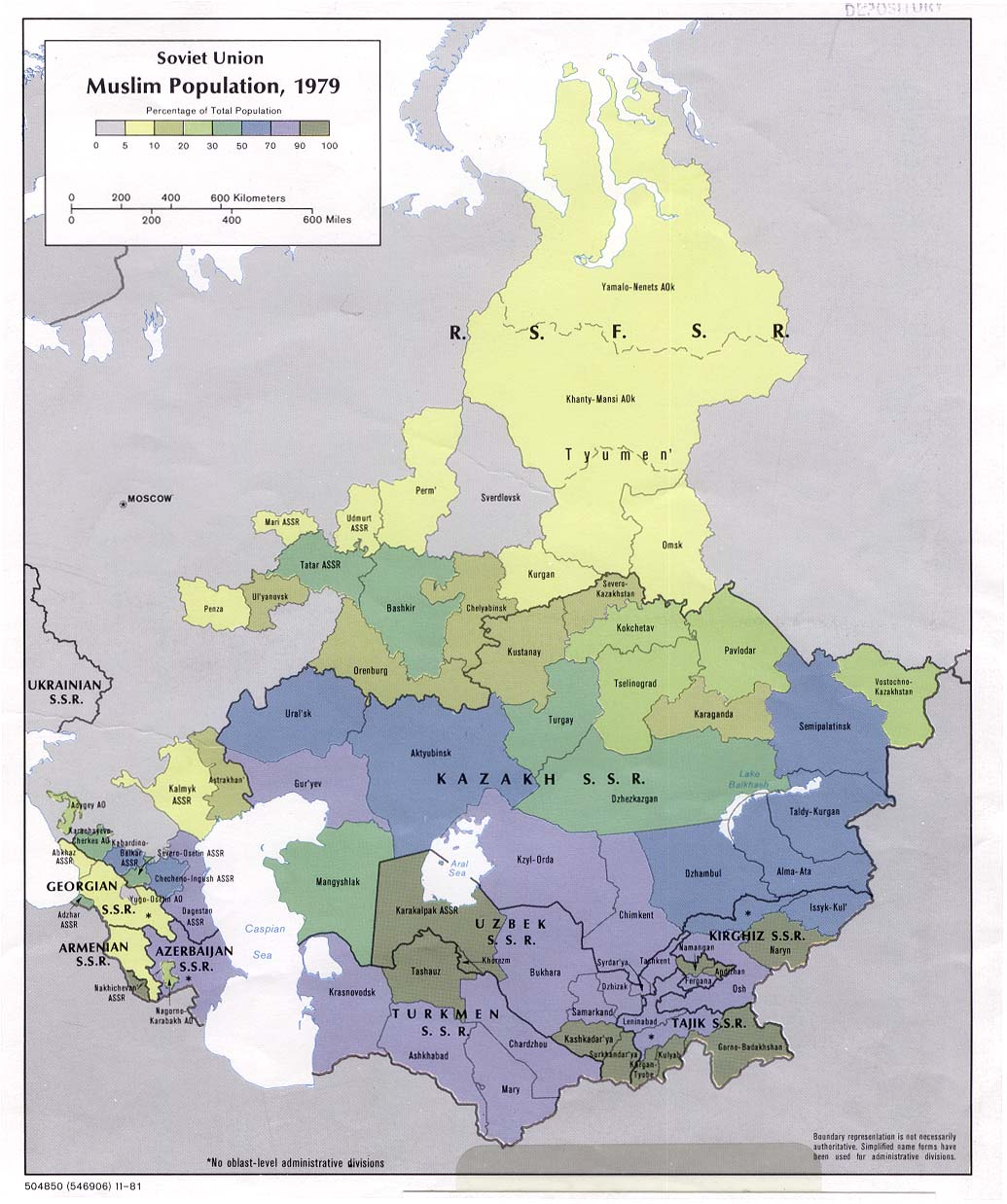
1979 年苏联境内各行政区穆斯林人口的分布

中亚及哈萨克斯坦穆斯林信仰管理局（SADUM） （俄语： ），苏联时期中亚五国伊斯兰教的管理机构。其成立于1943年，总部位于乌兹别克斯坦塔什干，负责训练神职人员，出版宗教典籍等。  苏联解体后，其在中亚各国的分部被各国改造为各自的伊斯兰教管理机构。 

## 历史

### 成立背景
俄罗斯帝国首个伊斯兰教管理机构奥伦堡穆斯林会议成立于1788年，由大穆夫提领导，负责全俄伊玛目的任命及对清真寺的管理。 
自1860 年代征服中亚后，俄罗斯官员便开始干涉当地宗教事务。部分行政长官拥有任命当地伊斯兰学校校长及瓦合甫监管人的权力。其他行政长官也保有监督当地宗教活动，在出现纷争时出面调解的权力。 
苏联时期，官方对宗教的态度发生了巨大的变化。苏联政府最初对宗教（这里指伊斯兰教）活动，特别是扎吉德的宗教活动持肯定态度，因其对伊斯兰教进行现代化改革的目标与政府吻合。1922年，政府甚至允许了各地创建独立自主的宗教管理机构。到1940年代，这些管理机构已具备了许多与管理局相同的功能（管理局的部分功能是从这些管理机构继承而来），如对伊斯兰教进行改革，对其不必要的上层建筑及教义进行斗争，并成为了“政府与人民之间的纽带”。 
1920年代中期，情况起了变化。在于中亚巩固了其权力之后，苏联政府开始显露其对宗教的真实态度。在接下来的几年中，数百座清真寺被关闭或摧毁。1927年，苏联政府发起胡居姆运动，强制穆斯林妇女不再穿着包括面纱在内的宗教服装。1928年，瓦合甫制度被废除。1929年颁布的一条法令几乎禁止了公开的宗教活动。包括扎吉德在内的许多宗教领袖在大清洗期间被杀害。 

### 中亚及哈萨克斯坦穆斯林信仰管理局的成立

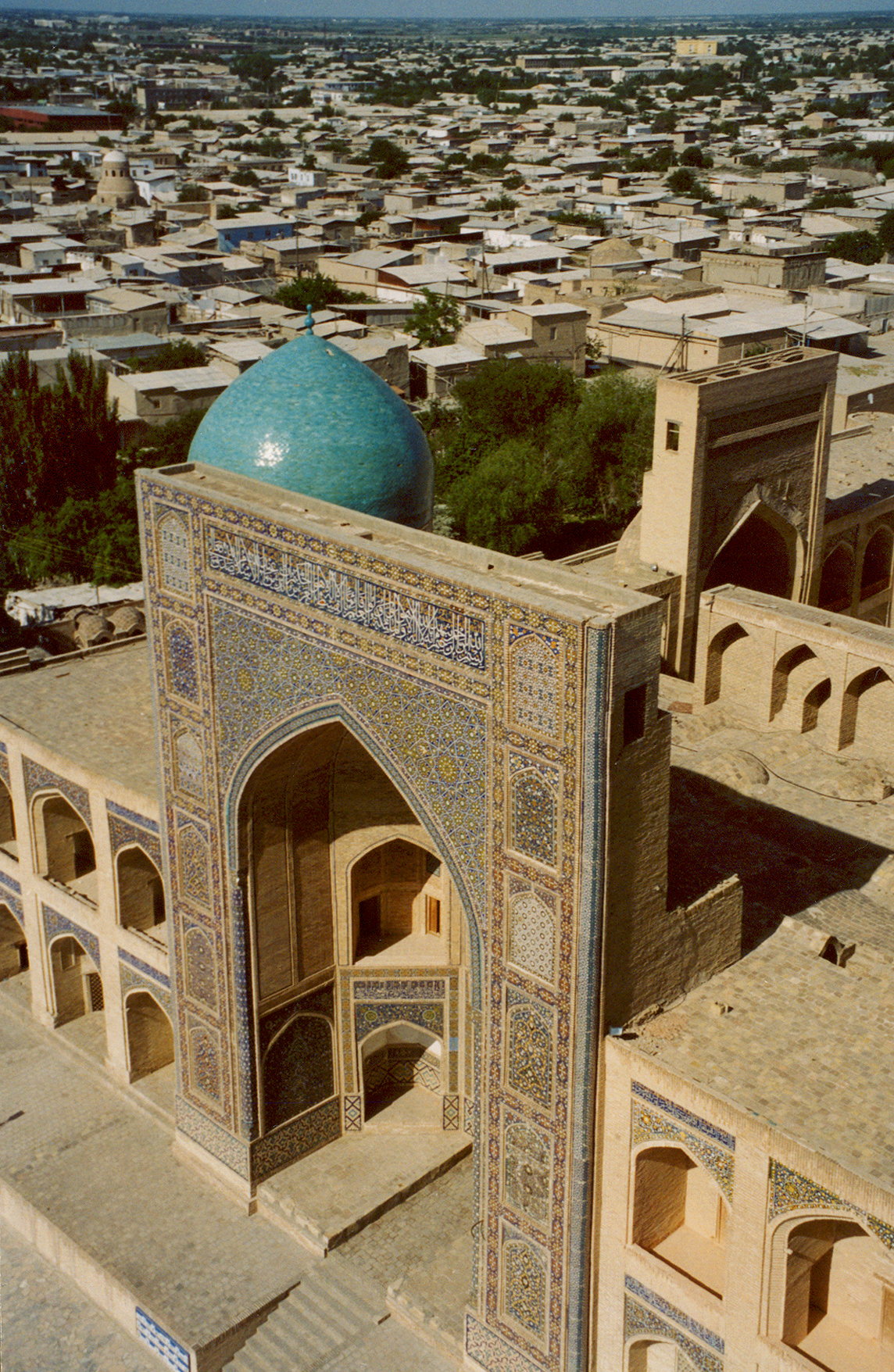
布哈拉的Mie-i-Arab伊斯兰学校。

中亚及哈萨克斯坦穆斯林信仰管理局成立于二战苏德战争期间。为了获取民众的支持，正在对德作战的苏联政府放宽了对宗教活动的限制。随着对其迫害的减轻，中亚的乌理玛看到了使政府进一步让步的机会。
1943年6月，几位乌理玛中的重要成员向苏联最高苏维埃主席团主席米哈伊尔·加里宁请愿批准在塔什干 召开一次中亚宗教界精英的会议。 在会议上，与会人员计划成立一个统一的伊斯兰教管理机构，认为这会使他们更好地动员信教的民众支援正在发生的战争。出于同样的目的，苏联苏维埃最高主席团批准了在塔什干成立中亚及哈萨克斯坦穆斯林信仰管理局的计划。管理局的第一次忽里勒台成立了一个由乌兹别克斯坦的艾尚·巴巴汗·本·阿卜杜马吉德汗（Eshon Babakhan ibn Abdulmajidkhan）、塔吉克斯坦的谢赫·阿卜杜·贾法尔·沙姆苏特丁（Sheikh Abdul Gaffar Shamsutdin）、吉尔吉斯斯坦的谢赫·萨利赫·巴巴卡隆（Sheikh Salekh Babakalon）及土库曼斯坦的奥利姆洪·图拉·夏奇尔（Olimkhon Tura Shakir）领导的，并包括乌兹别克斯坦著名伊斯兰教法学家的组织委员会。 
1943年10月20日，中亚及哈萨克斯坦穆斯林信仰管理局正式成立，由艾尚·巴巴汗·本·阿卜杜马吉德汗任主席。
管理局成立后迅速地将当地的宗教场所重新开放，并与穆斯林世界重新建立了联系。1945年，在一场与阿卜杜勒·阿齐兹·沙特的会晤后，苏联境内的穆斯林被允许参加朝觐。次年，布哈拉的米尔-伊-阿拉伯（Mir-i-Arab）伊斯兰学校重新开放。

### 拆分
1990年，哈萨克斯坦解除了其卡迪辖区与管理局的从属关系，还建立了一个独立的，管理全哈萨克斯坦穆斯林的穆夫提辖区，将其命名为哈萨克斯坦穆斯林宗教管理局（哈薩克語：  ）。同年1月，一场忽里勒台将拉特贝伊·哈吉·尼散巴耶夫（Ratbek hadji Nysanbayev），管理局在哈萨克斯坦分部的领导，任命为了哈萨克斯坦穆夫提。哈萨克斯坦总统，努尔苏丹·纳扎尔巴耶夫还在阿拉木图建立了一所学校以训练毛拉。 
1991年后，管理局在乌兹别克斯坦的分部被改为乌兹别克斯坦穆斯林局 ，由从属于部长内阁的宗教事务委员会负责管理。 

## 组织结构
中亚及哈萨克斯坦穆斯林信仰管理局监督中亚五国的伊斯兰教活动。其总部及主席办公室位于乌兹别克斯坦塔什干。穆夫提由由管理局管辖的所有地区的宗教领袖的忽里勒台从中选举而产生。忽里勒台名为乌理玛委员会的主席团。 
管理局拥有严格的等级制度。 在除由穆夫提本人管辖的乌兹别克斯坦以外，其余所有共和国都设有由卡迪领导的代表处。所有卡迪都由坐镇于塔什干的穆夫提任命并听命于穆夫提，而所有共和国的所有神职人员，如伊玛目和穆安津又都听命于当地的卡迪。1991年苏联解体后，四个卡迪辖区被改为独立的宗教委员会。  
伊斯兰教教义方面的问题由穆夫提及乌理玛委员会处理，其判决通过清真寺传达给教众。 
管理局的财政由经济部门管理，其也负责管理所有的清真寺及伊斯兰教的纪念性建筑。 
管理局在塔什干的分部还有一个图书馆。图书馆由管理局的首任穆夫提，伊山·巴巴汗（Ishan Babakhan）在管理局成立不久之后建立，他将2000余本自己的藏书捐给了图书馆。到1980年，图书馆共有30000余本藏书，其中包括2000本手抄本，一本于1267年写成的由阿拉伯语逐字翻译成波斯语的《古兰经》，及一份10世纪的所有圣训的草稿。

## 穆夫提
中亚及哈萨克斯坦穆斯林信仰管理局的穆夫提是组织的最高领导。因管理局对苏联境内的穆斯林负有比任何其他伊斯兰教管理机构都更大的责任，其穆夫提常被称为“最高穆夫提”或“大穆夫提”。巴巴汗家族在管理局存在近三代人的时间内都担任这一职位。
齐亚乌丁·巴巴汗（Ziyaudin Babakhan）在穆罕默延·印度斯坦尼（Muhammadjan Hindustani）指控其为“瓦哈比分子”后将他从乌理玛委员会中开除。 “瓦哈比分子”在费尔干纳盆地是一个用以称呼发布背离哈乃斐派教义法特瓦的学者的贬称。
1989年3月，穆罕默德-索迪克·穆罕默德·优素甫（Muhammad-Sodiq Muhammad Yusuf），一位在安集延受过教育的伊玛目发动了最后一场反对巴巴汗家族的政变。在苏联解体及管理局被拆分为独立的由各国分别管理的组织后，优素甫成为了乌兹别克斯坦的首任穆夫提，但于1993年被解职。

### 历任穆夫提
- 伊山·巴巴汗（Ishan Babakhan，1861-1957 年，于1943-1957 年任穆夫提）
- 齐亚乌丁·巴巴汗（Ziyaudin Babakhan，1908–1982年，于1957–1982年任穆夫提）
- 沙姆苏丁·巴巴汗（Shamsuddin Babakhan，于1982-1989年任穆夫提）
- 穆罕默德·索迪克·穆罕默德·优素甫 (Muhammad-Sodiq Muhammad Yusuf，1952-2015年，于1989-1993年任穆夫提)

## 出版物
中亚及哈萨克斯坦穆斯林信仰管理局 设有一个专门的出版部门，印刷和发行各种文献。管理局自1969年开始以阿拉伯语、法语、英语及乌兹别克语发行一份由乌理玛委员会负责编辑的杂志《苏联东部的穆斯林》。 
管理局还出版了多版了《古兰经》。第一版出版于1957年。第二版基于一份来自埃及的蓝本，出版于1960年。第三版基于当地一份以誊抄体写成的手稿，出版于1969至1970年，第四版出版于1977年。 
管理局的出版物如下： 
- 《伊斯兰教在苏联的历史古迹》（Historical Monuments of Islam in the USSR)(1962)
- 《阿达布·穆弗拉德》(al-Adab al-Mufrad）(1970)
- 《布哈里圣训实录》（as-Sahih al-Bukhari） (1974)
- 《图拉蒂亚特·布哈里》（Yhulathiyyat al-Bukhari）(1974)

## 又见
- 中亚伊斯兰教
- 苏联的伊斯兰教
- 哈萨克斯坦伊斯兰教
- 吉尔吉斯斯坦伊斯兰教
- 土库曼斯坦伊斯兰教
- 塔吉克斯坦伊斯兰教
- 乌兹别克斯坦伊斯兰教
- 穆夫提辖区
- 穆夫提辖区列表